# Кальтюкова
Кальтюкова — деревня в Туринском городском округе Свердловской области, России.

## Географическое положение
Деревня Кальтюкова муниципального образования «Туринского городского округа» расположена в 3 километрах к западу от города Туринска (по автотрассе — 3 километра), на правом берегу реки Ялынка (правого притока реки Тура), вблизи устья правого притока реки Наливная.

## Население
| 2002 | 2010 | 2021 |
| ---- | ---- | ---- |
| 265  | ↘230 | ↘185 |